# Horní Mísečky
Horní Mísečky (niem. Ober Schüsselbauden) - najwyżej położona osada w czeskich Karkonoszach, stanowią czczęść wsi Vítkovice. Miejscowość rekreacyjna i turystyczna.

## Położenie
Horní Mísečky położone są na południowych zboczach Medwiedina (cz. Medvédín, niem. Schüsselberg), na wysokości ok. 1000 m n.p.m..

## Historia
Pierwsza bouda została wybudowana w 1642 r.. Nocowali w niej głównie drwale i górnicy. W połowie XX w prowadzono tu prace górnicze w poszukiwaniu rud. Po działalności górniczej pozostały hałdy skały płonnej.
Droga leśna z Jilemnic była doprowadzona w latach 1887–1897. W latach 1931–1936 zbudowano nową drogę, nazwaną Horská silnice prezidenta Osvoboditele T. G. Masaryka. Posłużyła przy budowie umocnień granicznych w latach 1935–1938, a później, po układzie monachijskim, wojskom niemieckim do wkroczenia z Bíle louki do wnętrza Karkonoszy

## Turystyka
Jest to miejscowość rekreacyjna i turystyczna. Ma połączenie autobusowe z Jilemnicami, a raz dziennie z Pragą. Ze Szpindlerowego Młyna można tu dojechać kolejką linową.
Horní Mísečky są punktem wyjściowym do źródeł Łaby. Są tu schroniska, pensjonaty, hotele górskie, restauracje i bary. Przez Horní Mísečky przechodzą liczne szlaki turystyczne.